# Паропамиз
Паропамиз е планинска система в Северен Афганистан, северна ограда на обширната Иранска планинска земя. Простира се от запад на изток на протежение около 600 km и ширина до 250 km. Състои се от простиращи се по паралела хребети: Сефид Хук (Ферозкох, 3642 m), Банди Туркестан (3809 m), Хисар (4565 m), Фаранд (4160 m), Банди Амир и др., разделени от надлъжните долини на реките Херируд (Теджен), Мургаб и Балх. На запад долината на река Херируд я отделя от Туркмено-Хорасанските планини, на изток долината на река Кундуз – от планината Хиндукуш, а на югоизток прохода Нил (3538 m) – от хребета Баба (най-високата част на Средноафганските планини). Крайните северни разклонения на Паропамиз, възвишенията Бадхиз и Карабил, са разположени на територията на Туркменистан. Преобладаващите височини са 3000 – 3500 m. В тесен смисъл Паропамиз е само един от хребетите на тази планинска система, разположен между меридионалните участъци на реките Херируд и Мургаб, с дължина около 200 km.
Планините са изградени предимно от варовици и шисти, а на юг и изток – основно от гранити и гнайси, пресечени са от многочислени дефилета и широко са разпространени сипеите и каменопадите. Северните предпланински райони са покрити с льосови наслаги. Климатът е субтропичен, континентален. В долините средната юлска температура е 24 – 30°С, а средна януарска 0 – 8°С. Годишната сума на валежите нараства от 100 – 200 mm в предпланинските райони до 350 mm и повече в планините и са с максимум през зимата и пролетта. В предпланините на север са развити осико-метликово-ефемерови пустини върху сивоземни почви. Във височина те се заместват с планински полупустини и степи с участието на бодливи храсти и хвойни (арча), разположени върху канелени почви. Горите са почти напълно унищожени, като на места се срещат редки горички от шамфъстък, а по северните склонове – и участъци от широколистни гори. Планините обитават планински козли и овни, а в предпланинските равнини – антилопа джейран, диво магаре (кулан), многочислени гризачи и влечуги. В междупланинските котловини са разположени оазиси (най-голям е Гератският), в които се отглеждат пшеница, зеленчуци и субтропични плодове. В планините се практикува номадско животновъдство.